# オーコ8号墳
オーコ8号墳（オーコはちごうふん、オウコ8号墳/王公塚古墳）は、大阪府羽曳野市飛鳥にある古墳。形状は方墳または円墳。オーコ古墳群を構成する古墳の1つ。史跡指定はされていない。

## 概要

石槨俯瞰図

石槨展開図

大阪府東部、観音塚古墳の北東の、南東方向に延びる尾根稜線上に築造された古墳である。これまでに発掘調査は実施されていない。
形状は方形または円形で、直径（一辺）約20メートルを測る。埋葬施設は横口式石槨で、南方向に開口する。石槨の前面に前室・羨道を付すという石棺系横口式石槨の特徴を示す。石槨の規模は次の通り。
- 石槨部：長さ1.9メートル、幅0.75メートル、高さ0.6メートル
- 入口部：幅0.58メートル、高さ0.57メートル
- 前室・羨道：長さ5.56メートル、幅1.34メートル

石槨の石材は石英安山岩の切石。石槨部は、底石・奥石では各1石、左右両側壁・天井部では各2石で構築される。前室は東側壁5枚・西側壁6枚・天井石3枚。特に、南端の天井石では南端から約10センチメートル内側に溝が穿たれている。羨道は左右両側壁とも各2石で構築されるが、天井石はない（築造当初から墳丘外に露出）。石槨部と前室部の天井と側壁との接点には漆食の痕跡が認められる。
築造時期は、古墳時代終末期の7世紀中葉頃と推定される。

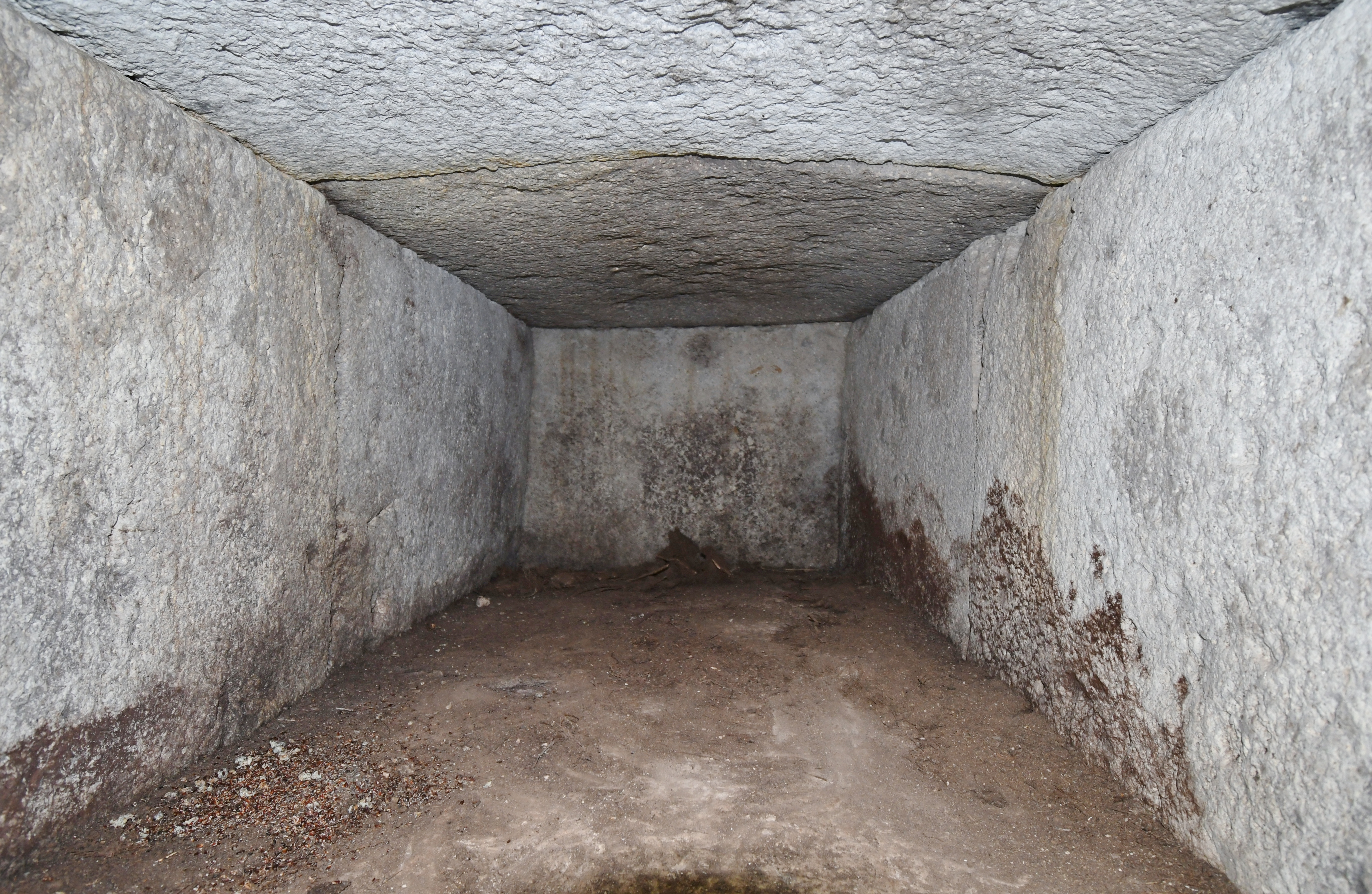
石槨部（奥壁方向）
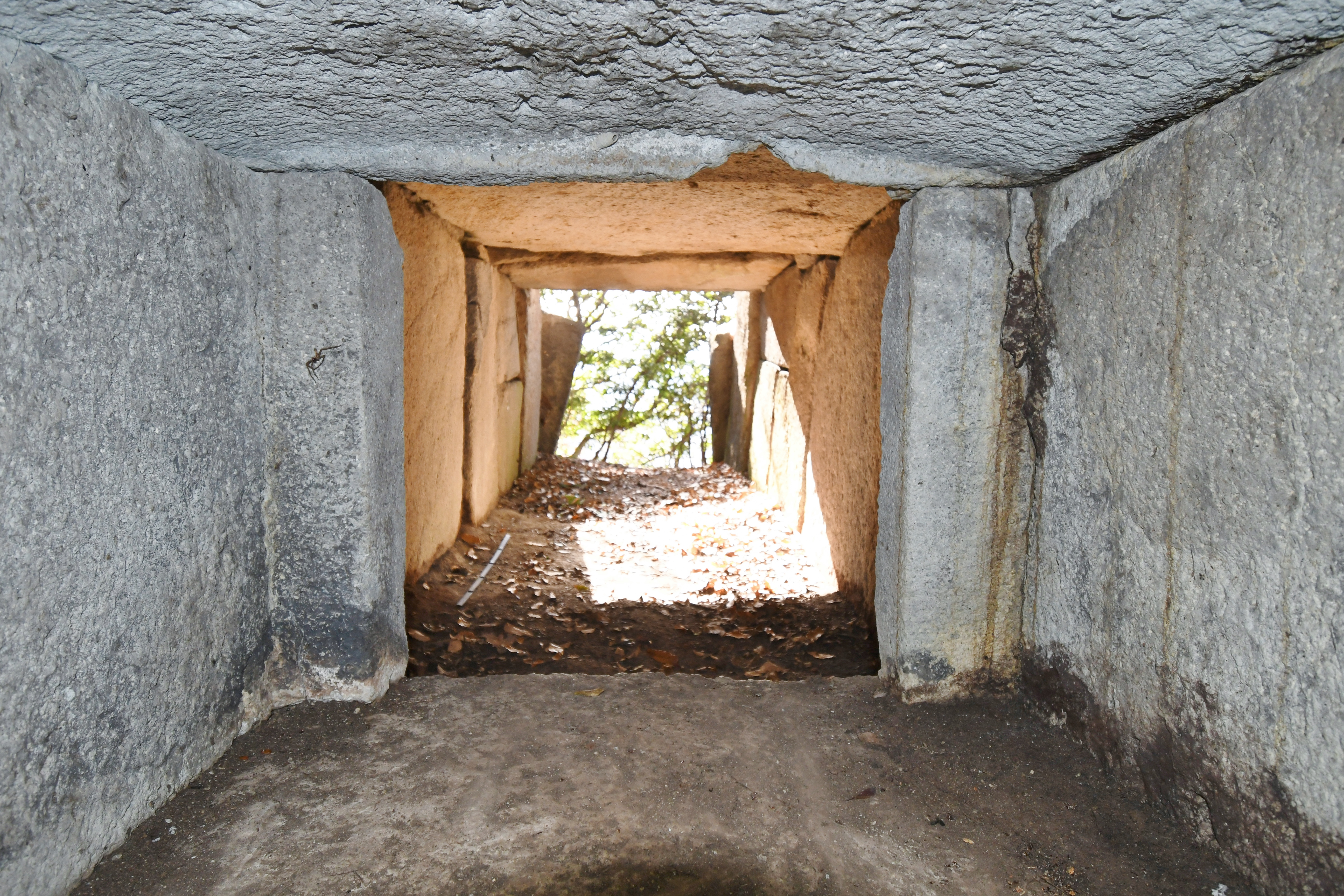
石槨部（開口部方向）
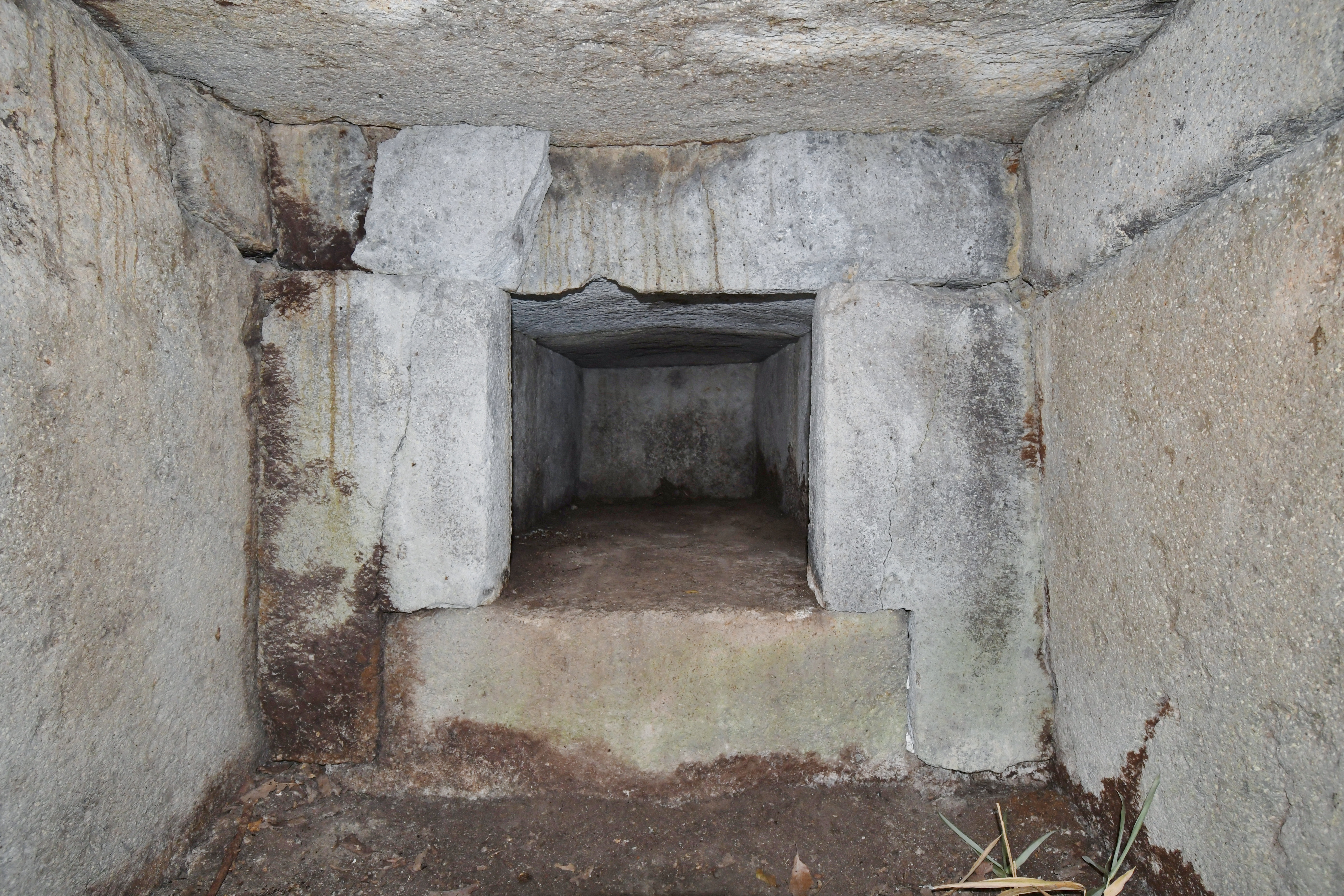
石槨部開口部
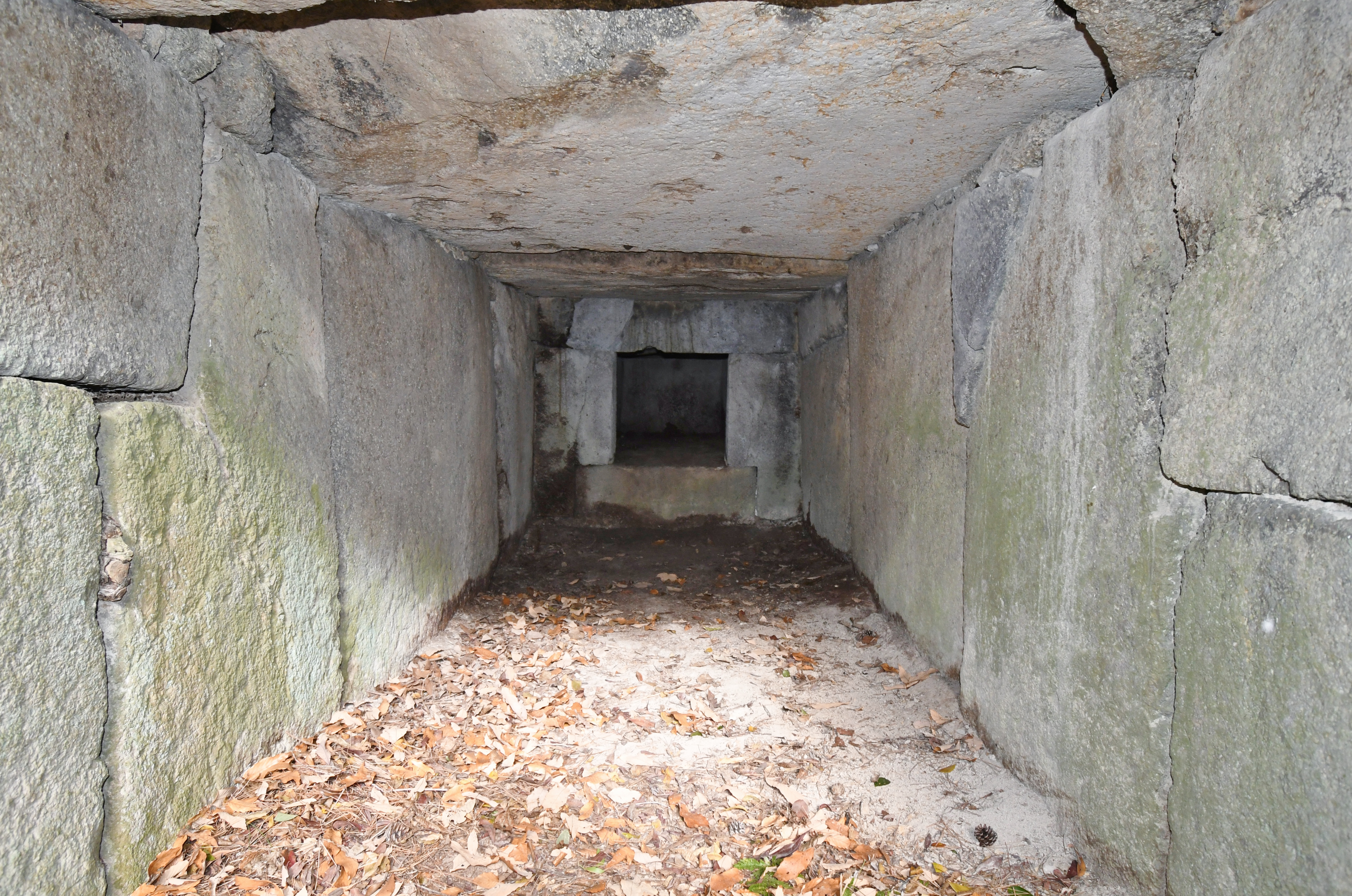
石槨前室（石槨部方向）
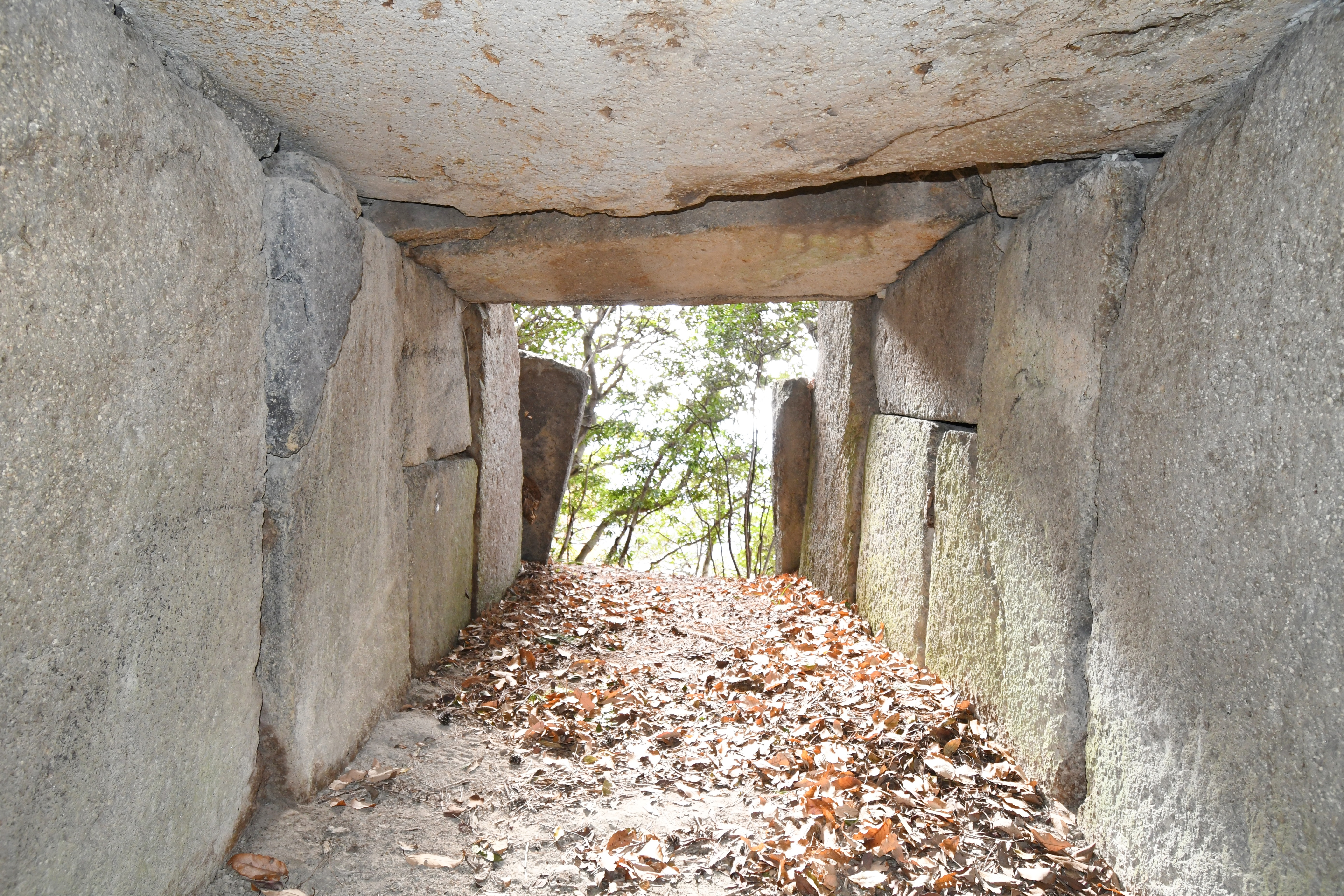
石槨前室（開口部方向）
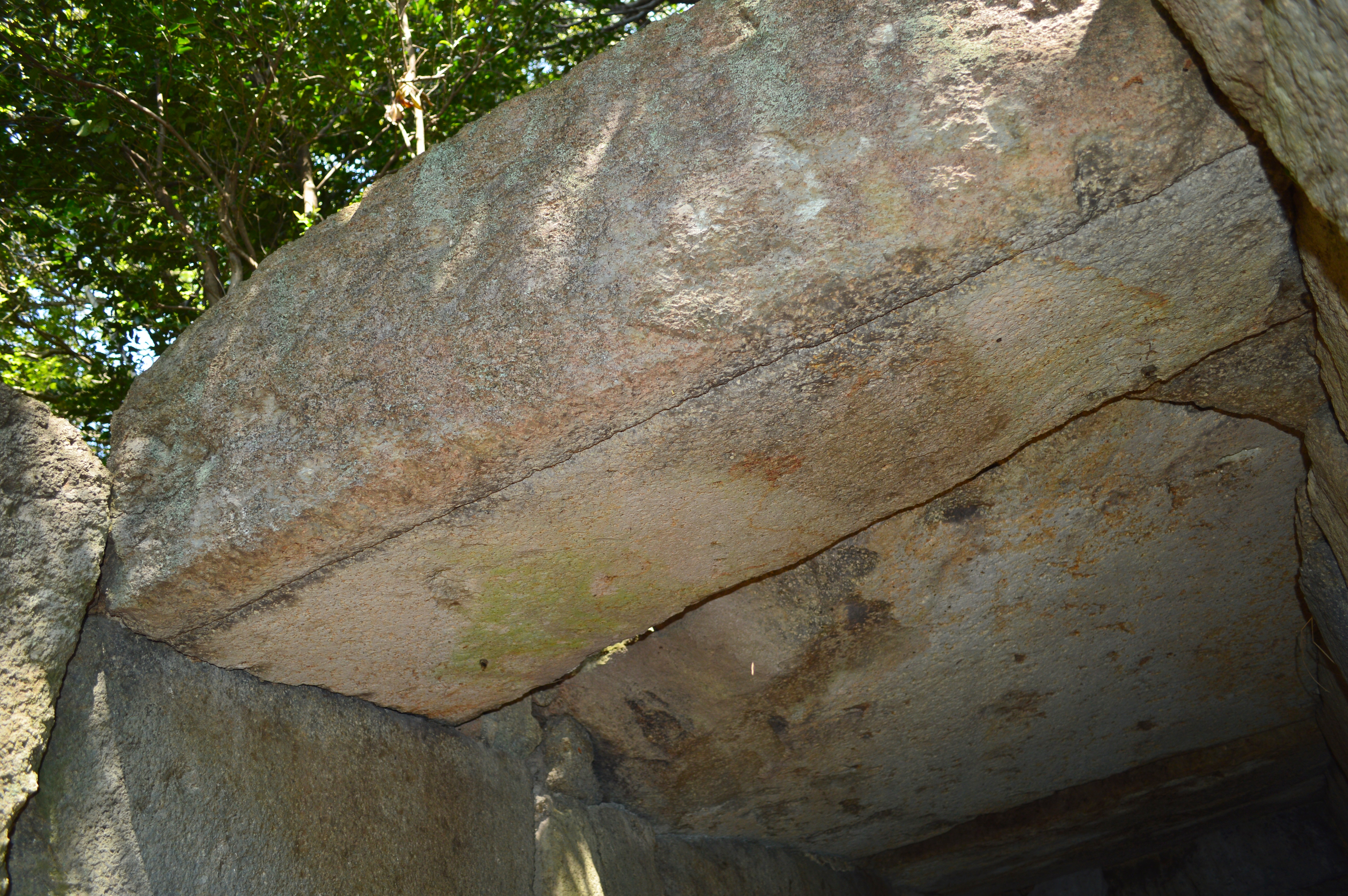
石槨前室 天井石の溝
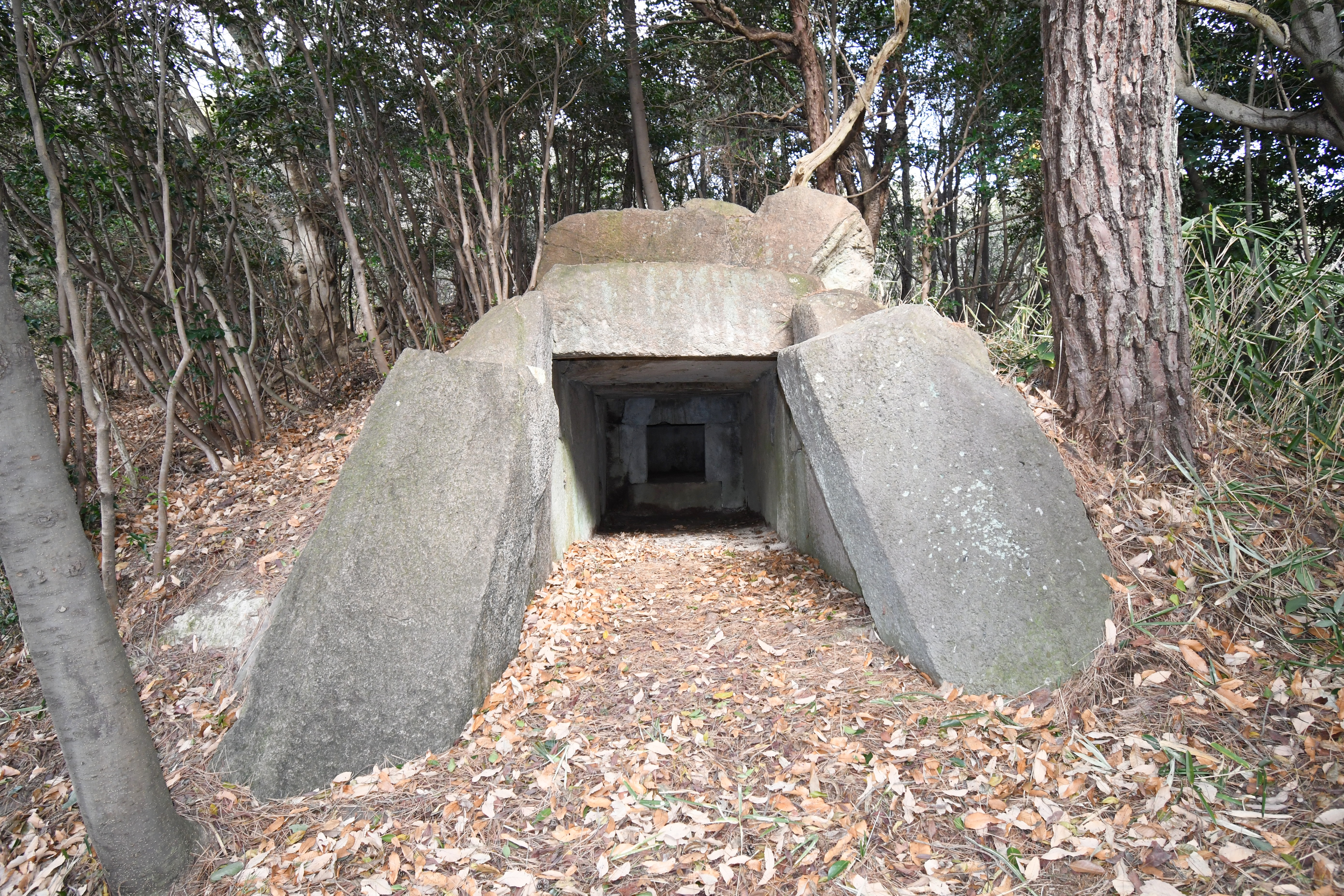
石槨開口部

## 関連文献
（記事執筆に使用していない関連文献）
- 「オウコ古墳群」『羽曳野市史』 第3巻 史料編1、羽曳野市、1994年。